# Build Back Better World
Build Back Better World (Ricostruire meglio, B3W) è un'iniziativa presentata il 12 giugno 2021 al G7 tenuto a Carbis Bay, in risposta alla Nuova via della seta cinese per lo sviluppo delle infrastrutture nei paesi a basso e medio reddito.

## Blue Dot Network

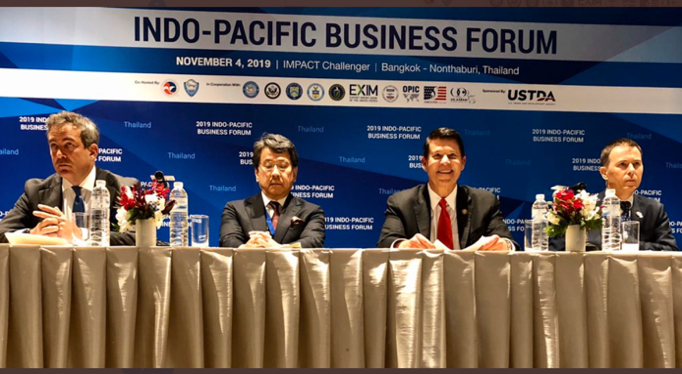
Conferenza stampa dell'Indo-Pacific Business Forum di Bangkok (4 novembre 2019)

Il 4 novembre 2019, il sottosegretario di Stato statunitense per lo sviluppo economico, l'energia e l'ambiente Keith Krach ha presentato l'iniziativa Blue Dot Network (BDN) all'Indo-Pacific Business Forum di Bangkok, a margine del 35º vertice dell'ASEAN, con gli omologhi australiano e giapponese, per lo sviluppo economico dell'Indo-Pacifico, con una dotazione iniziale di 60 miliardi di dollari da United States International Development Finance Corporation (DFC), Japan Bank for International Cooperation (JBIC) e l'australiano Department of Foreign Affairs and Trade (DFAT).
Il sottosegretario Krach ha annunciato i principi del Blue Dot Network, che si basano sul «rispetto per la trasparenza e la responsabilità, la sovranità della proprietà e delle risorse, il lavoro locale e i diritti umani, lo stato di diritto, l'ambiente e solide pratiche governative in materia di appalti e finanziamenti». Krach ha inoltre comunicato l'impegno di 2 milioni di dollari a favore del comitato direttivo, invitando gli altri membri del G7 a unirsi all'iniziativa.
Il 19 ottobre 2020, a nome dei dodici paesi dell'Iniziativa dei tre mari, la presidente estone Kersti Kaljulaid ha approvato l'iniziativa Blue Dot Network nel corso del vertice di Tallinn, in Estonia.
Il 7 giugno 2021, l'Organizzazione per la cooperazione e lo sviluppo economico (OCSE) ha ospitato nella sede di Parigi la prima riunione dell'Executive Consultation Group del Blue Dot Network, composto da 150 alti dirigenti del settore privato, della società civile e del mondo accademico per fornire un meccanismo di certificazione dei progetti infrastrutturali di qualità trasparente e sostenibile.
Il 21 marzo 2022, con la terza riunione dell'Executive Consultation Group, l'OCSE ha pubblicato «Una proposta per un quadro di certificazione globale per la qualità degli investimenti infrastrutturali».

## Build Back Better World

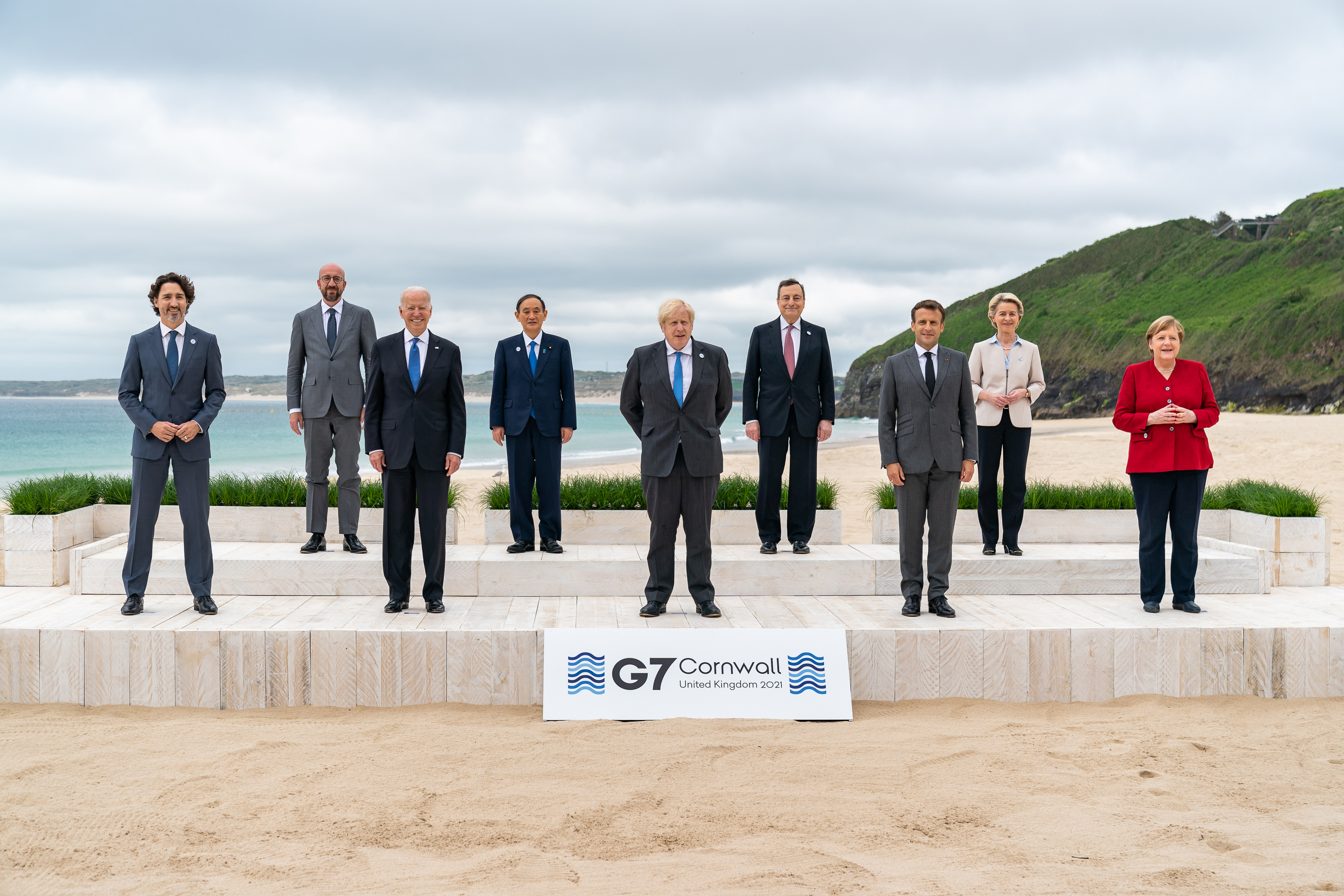
Foto di gruppo dei leader partecipanti al G7 del 2021

L'iniziativa Build Back Better World è stata presentata al G7 tenuto a Carbis Bay (Cornovaglia) l'11-13 giugno 2021, con la determinazione di sconfiggere il COVID-19 e ricostruire meglio (build back better).
Il titolo era stato suggerito dal presidente Joe Biden, in riferimento al Build Back Better Plan statunitense, un piano presentato nel marzo 2021 che prevede fondi per 4 000 miliardi di dollari da investire in dieci anni in infrastrutture e settori strategici come semiconduttori, energie rinnovabili e veicoli elettrici, in competizione con la Cina.
Build Back Better World è stata presentata come «un'iniziativa costruttiva per soddisfare le enormi esigenze di infrastrutture dei paesi a basso e medio reddito» e affrontare la competizione strategica con la Cina.

### Obiettivi
Il comunicato finale ha sottolineato l'impegno «per garantire un futuro più pulito, più verde, più libero, più equo e più sicuro» per il pianeta:
- porre termine alla pandemia e creare le strutture appropriate per rafforzare le difese collettive contro le minacce alla salute globale;
- promuovere piani di ripresa per la creazione di posti di lavoro, investire in infrastrutture, guidare l'innovazione, sostenere le persone, indipendentemente da luoghi o persone, dall'età, dall'etnia o dal genere;
- sostenere un commercio più equo e libero, un'economia globale più resiliente e un sistema fiscale globale più equo; collaborare per garantire le frontiere future dell'economia e della società globale, dal cyberspazio allo spazio esterno;
- sostenere una rivoluzione verde che crei posti di lavoro, riduca le emissioni e limiti l'aumento delle temperature globali a 1,5 °C; impegno a raggiungere la neutralità climatica entro il 2050, dimezzando le emissioni entro il 2030; conservare o proteggere almeno il 30% dei nostri territori e dei nostri oceani entro il 2030;
- rafforzare i partenariati con gli altri paesi del mondo, con investimenti per le infrastrutture per una crescita pulita e verde;  un nuovo accordo con l'Africa, anche aumentando il sostegno del Fondo monetario internazionale e mantenere l'impegno di 100 miliardi di dollari, ogni anno entro il 2025, a favore dei paesi a basso e medio reddito;
- sfruttare la forza della democrazia, della libertà, dell'uguaglianza (in particolare quella di genere), dello stato di diritto e del rispetto dei diritti umani per rispondere alle domande più grandi e superare le sfide più grandi.

## Partnership for Global Infrastructure and Investment

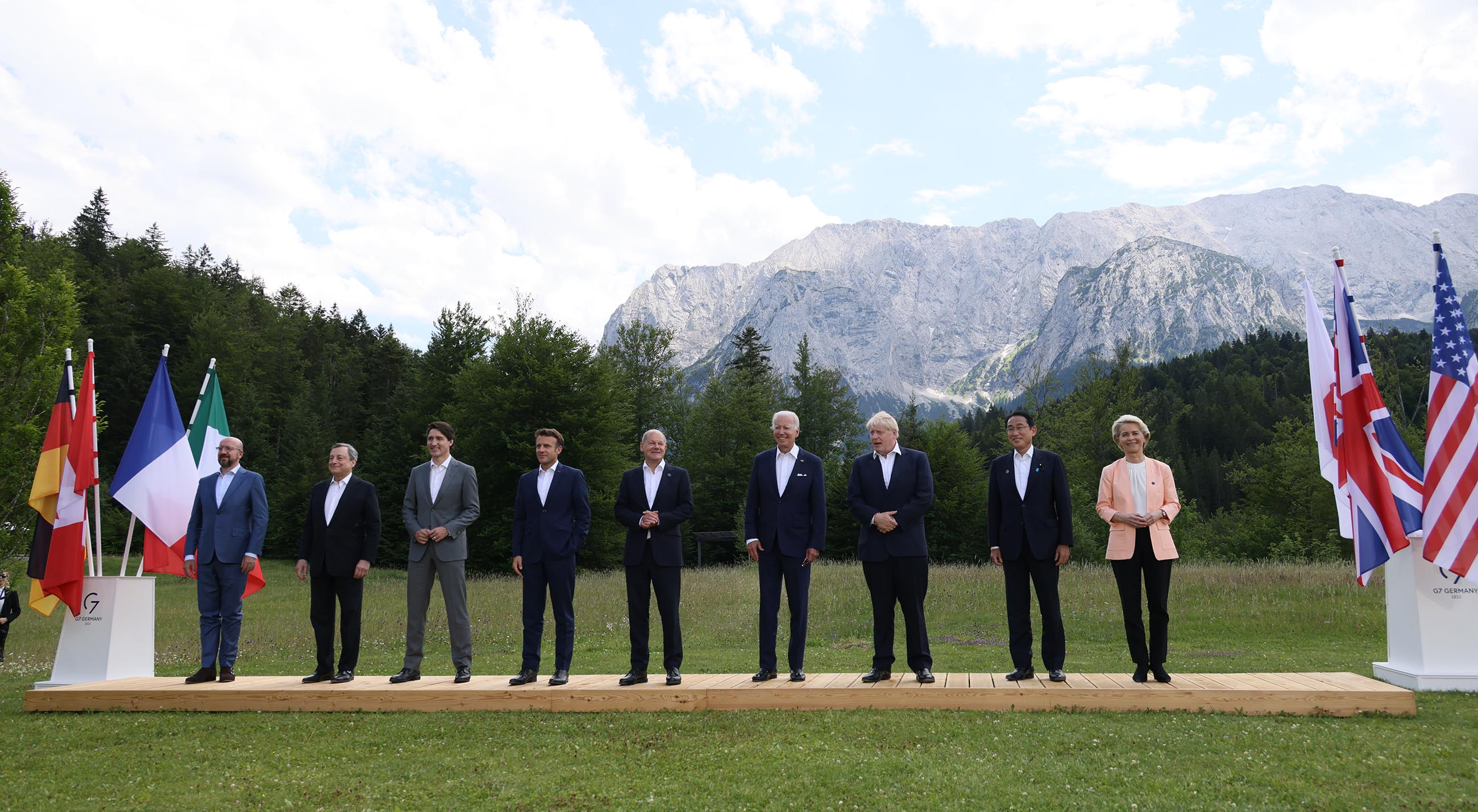
Foto di gruppo dei leader partecipanti al G7 del 2022

L'iniziativa Partnership for Global Infrastructure and Investment (Partenariato per le infrastrutture e gli investimenti globali, PGII) è stata presentata al G7 tenuto a Schloss Elmau (Baviera) il 26-28 giugno 2022, in continuità con le decisioni del G7 del 2021, «come offerta congiunta per ridurre la carenza di investimenti per infrastrutture sostenibili, inclusive, resilienti ai cambiamenti climatici e di qualità nei mercati emergenti e nei paesi in via di sviluppo, basata su una cooperazione intensificata, valori democratici e requisiti elevati».
I capi di Stato e di governo hanno segnalato i progressi compiuti nell'ultimo anno nella promozione degli investimenti a livello locale nella produzione di vaccini e farmaci. Sulla base del partenariato avviato con il Sudafrica alla COP26, verranno avviati nuovi partenariati per una transizione energetica giusta con India, Indonesia, Senegal e Vietnam.
L'iniziativa mira a mobilitare sino a 600 miliardi di dollari tra investimenti pubblici e privati, con particolare attenzione alle infrastrutture di qualità entro il 2027, di cui 300 miliardi di euro dall'Unione europea (fondi del Global Gateway), 200 miliardi dagli Stati Uniti, 65 miliardi dal Giappone.